# Porno meurtre informatif
Porno meurtre informatif (Informative Murder Porn en VO) est le deuxième épisode de la dix-septième saison de la série télévisée d'animation américaine South Park et le 239e épisode de la série globale.

## Synopsis
A l'école, le jeune Peter Mullen fait un exposé sur les émissions contenant des reconstitutions de meurtres violents entre conjoints, souvent pour cause d'adultère. Il les qualifie de "pornos meurtres", disant que ces programmes ne servent qu'à avoir accès à de la pornographie soft, et qu'ils pourraient inciter les spectateurs à passer à l'acte. Stan découvre le soir-même que ses parents sont fans de ce genre d'émissions. Plus tard, Cartman l'appelle pour lui annoncer que le père d'Aaron Hagen, un de leurs camarades de classe, a tué sa femme par jalousie.
Le lendemain, Kyle convoque tous les élèves de South Park à une réunion et annonce l'existence d'une application pouvant servir de contrôle parental. Stan l'utilise, et son père Randy constate que le mot de passe est la réponse à la question "Comment apprivoiser un cheval dans Minecraft ?", jeu dont il ne connait rien. Randy et les autres parents se rendent à la compagnie du câble pour obtenir le déblocage des chaînes, mais ses employés sont des sadiques très satisfaits d'avoir le monopole sur la ville, et qui se fichent complètement du service client. Les parents apprennent cependant qu'un élève, Corey Lanskin, accepte d'apprendre aux adultes comme jouer à Minecraft contre rémunération.
Le lendemain, Jimmy informe Stan que certaines familles ont débloqué les chaînes de pornos meurtres, et Butters pleure, car son père a tué sa mère dans Minecraft. Les enfants comprennent que non seulement leurs parents vont continuer à regarder leurs émissions, mais qu'en plus ils vont polluer Minecraft de leur présence. Ils découvrent l'implication de Corey et le confondent. Ce dernier comprend son erreur, mais selon lui, la seule façon de régler le problème est de demander à la compagnie du câble de supprimer les chaînes de pornos meurtres du service. Les employés commencent par refuser, jusqu'à ce que les garçons sous-entendent que bloquer les chaînes causerait beaucoup de déplaisir à leurs parents. En bons sadiques, ils font alors en sorte que les pornos meurtres ne soient plus inclus dans l'offre de base, mais dans une nouvelle beaucoup plus difficile à obtenir.
L'épisode se termine sur Randy et Sharon qui continuent de jouer à Minecraft, cette fois pour assouvir leur désir nouveau de meurtre sexuel en s'entretuant en boucle avec leurs avatars.

## Accueil critique
Andrew Wallenstein, rédacteur pour Variety, trouve que Discovery ID, le principal diffuseur des "pornos meurtres" dans l'épisode, ressemble beaucoup à la chaîne Investigation Discovery, qui diffuse des programmes similaires. Wallenstein précise également que le logo de la Get Cable Company ressemble au logo de la Time Warner Cable. En fait, le logo du câblo-opérateur change en fait pendant un court laps de temps et affiche le nom de Time Warner Cable. Cela se produit lorsque l'employé de la Get Cable Company expose ses mamelons et dit à Eric, Kyle, Kenny et Stan qu'ils sont le seul câblo-opérateur en ville.
Max Nicholson du site IGN a donné à l'épisode une note de 7,8 en disant : « Après l'épisode de début de saison diffusé la semaine dernière, Informative Murder Porn était nettement mieux, et a dépeint un postulat simple mais efficace. Les moqueries n'étaient pas particulièrement hilarantes, mais les blagues étaient néanmoins humoristiques et intelligentes ».

## Erreurs
- Lorsque Randy et Sharon jouent sur Minecraft, Sharon joue sur iPad, soit à la version Minecraft PE, et Randy sur ordinateur, à la version de base du jeu. Or, ces deux versions ne sont pas compatibles.
- Après s'être fait tuer à côté du lit dans Minecraft, Randy réapparait dans une plaine puis il est encore tué par Sharon. Son écran de mort montre cependant encore le lit, et non la plaine.